# Фестивал санџачке севдалинке
Фестивал санџачке севдалинке (ФЕСС) је национална културна манифестација санџачких Бошњака. Једна је од три традиционалне манифестације основане у циљу очувања, унапређења и развоја посебности и националног идентитета бошњачке националне заједнице у Републици Србији. Манифестација се одржава од 2005. године, а 2006. Бошњачко национално вијеће прогласило ју је манифестацијом од посебног значаја, јер севдалинка има посебну улогу и значај у животу и обичајима Бошњака. Одржава се 28. и 29. септембра у Новом Пазару. На овом фестивалу, поред еминентних певача, учествују и тамбурашки оркестри из Пљеваља, Бијелог Поља, Сјенице и Пријепоља, као и водећи босанско-херцеговачки куцачи на сазу. Први фестивал 2005. године био је ревијалног карактера, а касније је уведен и такмичарски део фестивала. Награде су златни, сребрни и бронзани саз.

## Историја фестивала
Фестивал санџачке севдалинке (ФЕСС) основан је одлуком Бошњачког националног вијећа у Србији и Црној Гори, 23. јула 2005. године. Основан је као централна културна манифестација санџачких Бошњака у Србији, чији је циљ заштита и промоција санџачке севдалинке као међународно признате културне вредности коју баштини бошњачки народ. Датум одржавања Фестивала везује се за дан одржавања Другог бошњачког сабора у Сарајеву, 28. септембра 1993. године, на којем су Бошњаци повратили своје хисторијско национално име и име језика којим говоре. Први Фестивал санџачке севдалинке одржан је у Новом Пазару, 28. септембра 2005. године. У периоду до 2010. до 2020. године одржано је четири Фестивала санџачке севдалинке. На одржаним фестивалима учешће су узели многи доајени севдаха: Зехра Деовић, Беба Селимовић, Емина Зећај, Мухамед Мујкановић и други. У такмичарским дијеловима фестивала учествовао је велики број младих извођача севдалинке из цијелог Санџака и шире, а најбољима су додијељене посебне награде, златни, сребрни и бронзани саз.